# Томока Кувадзое
Томока Кувадзое (англ. Tomoka Kuwazoe, 1 лютого 1999) — японська метальниця списа, срібна призерка чемпіонату світу 2018 року з метання списа серед юніорів.

## Основні міжнародні виступи
| Рік               | Змагання                      | Місто             | Місце             | Дисципліна        | Примітки          |
| Виступи за Японія | Виступи за Японія             | Виступи за Японія | Виступи за Японія | Виступи за Японія | Виступи за Японія |
| ----------------- | ----------------------------- | ----------------- | ----------------- | ----------------- | ----------------- |
| 2018              | Чемпіонат світу серед юніорів | Тампере           | 2                 | метання списа     | [ 1 ]             |